# Momotaro Densetsu Gaiden
Momotaro Densetsu Gaiden (桃太郎伝説外伝?) es un videojuego de rol publicado por Hudson Soft para Game Boy en 26 de diciembre de 1991, luego para PC Engine en 4 de diciembre de 1992 y finalmente para Family Computer en 17 de diciembre de 1993, fue el tercer juego de la saga del mismo nombre y es la secuela de Momotaro Densetsu. No fue publicado fuera de Japón.
- Datos: Q11536993